# Novoiehorivka, Baștanka
Novoiehorivka (în ucraineană Новоєгорівка) este un sat în comuna Dobre din raionul Baștanka, regiunea Mîkolaiiv, Ucraina.

## Demografie
Componența lingvistică a localității Novoiehorivka
     Ucraineană (93,6%)
     Rusă (6,05%)
     Alte limbi (0,34%)
Conform recensământului din 2001, majoritatea populației localității Novoiehorivka era vorbitoare de ucraineană (93,6%), existând în minoritate și vorbitori de rusă (6,05%).